# 鳥取市立中ノ郷中学校
鳥取市立中ノ郷中学校（とっとりしりつ なかのごうちゅうがっこう）は、鳥取県鳥取市浜坂東一丁目にある公立中学校。

## 沿革
出典：
- 1985年（昭和60年）
  - 4月1日 - 鳥取市立北中学校から分離し、開校。
  - 8月 - プール竣工。
- 1986年（昭和61年）3月 - 校歌制定。
- 2003年（平成15年）4月 - 鳥取市立北中学校とともに2学期制が市内小中学校に先駆けて導入される[3]。

## スローガン
- 信頼と自主行動は我らの願い

## 通学区域
通学区域は以下の通り。
- 鳥取市立中ノ郷小学校校区
  - 円護寺、覚寺（鳥取県道265号湯山鳥取線・鳥取県道318号伏野覚寺線以南）、北園一丁目、北園二丁目、山城町
- 鳥取市立浜坂小学校校区
  - 江津、覚寺（鳥取県道265号湯山鳥取線・鳥取県道318号伏野覚寺線以北）、浜坂、浜坂一丁目、浜坂二丁目、浜坂三丁目、浜坂四丁目、浜坂五丁目、浜坂六丁目、浜坂七丁目、浜坂八丁目、浜坂東一丁目

## 卒業生
- 中尾真亜理（日本海テレビアナウンサー）